# Удаядітьяварман I
Удаядітьяварман I (кхмер. ឧទយាទិត្យវម៌្មទី១) — правитель Кхмерської імперії.

## Правління
Успадкував владу від свого дядька Джаявармана V, оскільки той не залишив спадкоємців.
Про Удаядітьявармана I майже нічого не відомо. Правив він лише впродовж кількох місяців, а його зникнення 1002 року спричинило громадянську війну в державі.